# Dolina Skrwy Lewej
Dolina Skrwy Lewej este o arie protejată (sit de importanță comunitară — SCI) din Polonia întinsă pe o suprafață de 129,02 ha, integral pe uscat.

## Localizare
Centrul sitului Dolina Skrwy Lewej este situat la coordonatele 52°31′11″N 19°30′45″E / 52.5198°N 19.5124°E.

## Înființare
Situl Dolina Skrwy Lewej a fost declarat sit de importanță comunitară în octombrie 2009 pentru a proteja 1 specie de plante și 3 specii de animale.

## Biodiversitate
Situată în ecoregiunea continentală, aria protejată conține 3 habitate naturale: Cursuri de apă de la nivel de câmpie la nivel montan, cu vegetație Ranunculion fluitantis și Callitricho-Batrachion, Păduri de stejar și carpen Galio-Carpinetum, Păduri aluvionare cu Alnus glutinosa și Fraxinus excelsior (Alno-Padion, Alnion incanae, Salicion albae).
La baza desemnării sitului se află mai multe specii protejate:
- plante (1): papucul doamnei (Cypripedium calceolus)
- amfibieni (1): buhai de baltă cu burta roșie (Bombina bombina)
- mamifere (2): castor (Castor fiber), vidră de râu (Lutra lutra)